# Alstroemeria hookeri
Alstroemeria hookeri là một loài thực vật có hoa trong họ Alstroemeriaceae. Loài này được Sweet miêu tả khoa học đầu tiên năm 1826.